# Rangpur (stad)
Rangpur (Bengali: রংপুর) is een stad in het noordwesten van Bangladesh aan de oever van de rivier de Ghaghat. De stad is de zetel van het bestuur van het gelijknamige district Rangpur. Rangpur telt ca. 252.000 inwoners. De stad beslaat een oppervlakte van 42,57 km² en is in 15 stadswijken (wards) opgedeeld. Sinds 1869 heeft de stad zijn eigen stadsbestuur (municipality).
De belangrijkste takken van industrie produceren dhurries (katoenen tapijten), sigaretten en sigaren. Rangpur telt verschillende hogescholen.

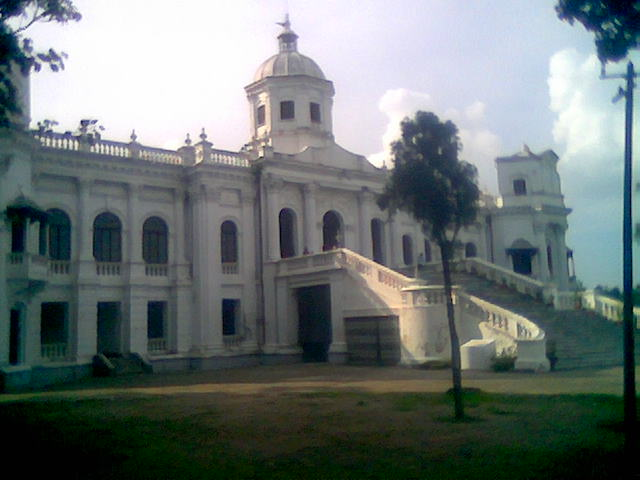
Tajhat Rajbari (Museum van Rangpur)